# Sport dell'aria

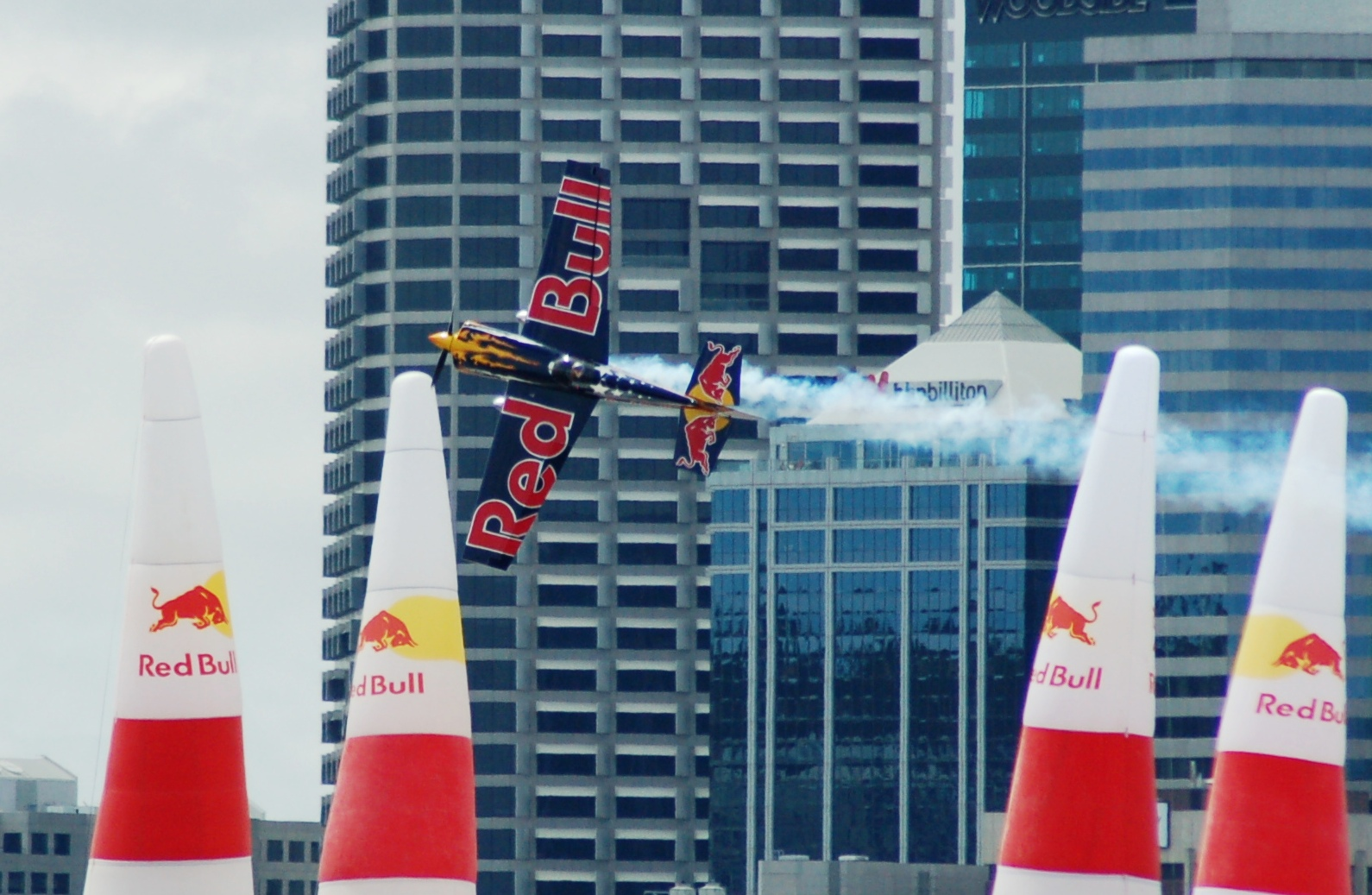
Competizione aeronautica. Una gara di sport motoristico in cui si concorre alla guida un aeromobile.

Gli sport dell'aria sono tutti quegli sport praticati in cielo; essi sono governati a livello internazionale dalla Fédération Aéronautique Internationale (federazione sportiva internazionale riconosciuta dal CIO) e, a livello nazionale italiano, dall'Aero Club d'Italia, ente riconosciuto dal CONI.

## Discipline
- Acrobazia aerea
- Paramotore
- Aeromodellismo
- Competizione aeronautica
- Deltaplano
- Pallone aerostatico
- Paracadutismo (Skydive, versione agonistica)
- Parapendio
- Volo a vela

## Manifestazioni multisportive
Gli sport dell'aria, con le discipline di paracadutismo e deltaplano, sono tra gli sport del programma dei World Games.
Il record di guadagno sul mare spetta al pilota Livio Collalti che nell'aprile del 1995 partendo da Norma LT quota 500m ha poi termicato guadagnando sul mare Loc Torre Astura 3080m. La quota massima raggiunta è 4200m sulle Dolomiti.